# Chengdu Open
Chengdu Open, Відкритий чемпіонат Ченду — міжнародний чоловічий професійний тенісний турнір. Проводиться на відкритих кортах з твердим покриттям, є частиною серії Туру ATP 250. Турнір відбувається в китайському Ченду з 2016 року як заміна Malaysian Open, що проводився в Куала-Лумпур.

## Фінали

### Одиночний розряд
| Рік       | Чемпіон                                             | Фіналіст                                            | Рахунок                                             |
| --------- | --------------------------------------------------- | --------------------------------------------------- | --------------------------------------------------- |
| 2016      | Карен Хачанов                                       | Альберт Рамос Віньолас                              | 6–7(4–7), 7–6(7–3), 6–3                             |
| 2017      | Денис Істомін                                       | Маркос Багдатіс                                     | 3–2 ret.                                            |
| 2018      | Бернард Томіч                                       | Фабіо Фоніні                                        | 6–1, 3–6, 7–6(9–7)                                  |
| 2019      | Пабло Карреньо Буста                                | Олександр Бублик                                    | 6–7(5–7), 6–4, 7–6(7–3)                             |
| 2020–2022 | Не проводився через пандемію коронавірусної хвороби | Не проводився через пандемію коронавірусної хвороби | Не проводився через пандемію коронавірусної хвороби |
| 2023      | Александр Зверєв                                    | Роман Сафіуллін                                     | 6–7(2–7), 7–6(7–5), 6–3                             |
| 2024      | Shang Juncheng                                      | Лоренцо Музетті                                     | 7–6(7–4), 6–1                                       |

### Парний розряд
| Рік       | Чемпіони                                            | Фіналісти                                           | Рахунок                                             |
| --------- | --------------------------------------------------- | --------------------------------------------------- | --------------------------------------------------- |
| 2016      | Равен Класен Ражів Рам                              | Пабло Карреньо Буста Маріуш Фирстенберг             | 7–6(7–2), 7–5                                       |
| 2017      | Джонатан Ерліх Айсам-уль-Хак Куреші                 | Маркус Даніелл Марсело Демолінер                    | 6–3, 7–6(7–3)                                       |
| 2018      | Іван Додіг Мате Павич                               | Остін Крайчек Джіван Недунчежіян                    | 6–2, 6–4                                            |
| 2019      | Нікола Чачиц Душан Лайович                          | Джонатан Ерліх Фабріс Мартен                        | 7–6(11–9), 3–6, [10–3]                              |
| 2020–2022 | Не проводився через пандемію коронавірусної хвороби | Не проводився через пандемію коронавірусної хвороби | Не проводився через пандемію коронавірусної хвороби |
| 2023      | Садіо Думбія Фаб'єн Ребуль                          | Франсіску Кабрал Рафаель Матос                      | 4–6, 7–5, [10–7]                                    |
| 2024      | Садіо Думбія Фаб'єн Ребуль                          | Юкі Бгамбрі Альбано Оліветті                        | 6–4, 4–6, [10–4]                                    |